# 日本太鼓協会
特定非営利活動法人 日本太鼓協会（にほんたいこきょうかい）は、埼玉県さいたま市中央区に本部を置く和太鼓の普及、発展及び振興を主な目的とする特定非営利活動法人。

## 協会概要
2006年6月に設立。
- 代表
代表理事 諏訪幸男（2006年6月 - ）
- 役員
  - 代表理事1名、副代表理事2名、理事8名、顧問1名

本部
- 埼玉県さいたま市中央区新都心8

事務所
- 埼玉県鴻巣市下生出塚179

## 活動の目的
日本太鼓協会主催の太鼓祭の開催など、和太鼓を取り巻く環境を向上させる活動を行っている。
- 太鼓文化の普及及び発展
- 太鼓愛好者の交流
- 太鼓を通し、伝統文化への理解を深める
- 太鼓を通し、地域、世代間の理解を深める
- 太鼓を通し、青少年健全育成に寄与する

## おもな活動
太鼓団体とイベント主催者の斡旋や毎月一回和太鼓のワークショップを開催するほか、会員向けのフリーペーパーである「太鼓新聞」を隔月で発行している。

### 太鼓祭の開催
主な開催地。
- さいたま市文化センター - 太鼓祭inさいたま第1回埼玉県大会を開催。
- さいたまスーパーアリーナ - 太鼓祭inさいたまスーパーアリーナを開催。
- 西武ドーム
- 代々木公園
- 鴻巣市文化センター（クレアこうのす）